# Raymond Thiry
Raymond Thiry, aussi connu sous le nom de scène d’Alex Spannet, né le 29 septembre 1959 à Amsterdam, est un acteur néerlandais.

## Filmographie

### Cinéma
- 1995 : Venus in Furs de Victor E. Nieuwenhuijs et Maartje Seyferth[2]
- 2006 : Northern Light de David Lammers[3]
- 2007 : Basilicum en Brandnetels de Leyla Everaers : Simon[4]
- 2008 : Les Chevaliers du roi de Pieter Verhoeff : Tiuri the Brave[5]
- 2008 : Winter in Wartime de Martin Koolhoven : Johan[6]
- 2009 : Stay Away de Paloma Aguilera Valdebenito
- 2010 : Tunnelvision de Stefano Odoardi
- 2011 : Sonny Boy de Maria Peters : le propriétaire
- 2012 : Black Out de Arne Toonen : Jos Vreeswijk[7]
- 2013 : A Long Story de Jorien van Nes : Ward[8]
- 2013 : Devastated by Love de Ari Deelder : Arie
- 2013 : Wolf de Jim Taihuttu : Ben[9]
- 2013 : Even Cowboys Get to Cry de Mees Peijnenburg : Père[10]
- 2013 : Bros Before Hos de Steffen Haars et Flip van der Kuil[11]
- 2014 : Between 10 and 12 de Peter Hoogendoorn : Père[12]
- 2014 : Painkillers de Tessa Schram : Robert van Laren[13]
- 2015 : Isabelle et le Secret de d'Artagnan de Dennis Bots : D'Artagnan[14]
- 2015 : The Paradise Suite de Joost van Ginkel : Maarten[15]
- 2015 : Cat and Mouse de Maartje Seyferth et Victor E. Nieuwenhuijs
- 2015 : Bloed, zweet & tranen de Diederick Koopal : Joop Hazes[16]
- 2015 : The Little Gangster de Arne Toonen[17]
- 2016 : A Real Vermeer de Rudolf van den Berg : The Prosecutor[18]
- 2016 : Advertentie de Timur Ismailov
- 2016 : De Pedaalridder de Ari Deelder[19]
- 2017 : Roodkapje: Een Modern Sprookje de Will Koopman : Le manager de Wolf[20]
- 2017 : Valt Een Man Uit De Lucht de Jan Verdijk et Kurt Platvoet : Ton Korrel[21]
- 2018 : The Resistance Banker de Joram Lürsen : Van den Berg[22]

### Téléfilms et séries
- 1987 : Augurkenteugels
- 1996–2006 : Villa Achterwerk (nl) : Gert Jan van Rossum
- 2007 : Flikken Maastricht
- 2007 : Shouf Shouf! (nl) : Antiquaire
- 2010 : De Troon (nl) : Johan Rudolph Thorbecke
- 2010–2017 : Penoza (nl) - Nicolaas Luther
- 2010 : Verborgen Gebreken (nl)
- 2011 : A'dam - E.V.A. (nl)
- 2011 : Het gordijnpaleis van Ollie Hartmoed
- 2012 : De geheimen van Barslet (nl) - Douwe Bouwman
- 2014-2017 : Celblok H (nl) - Ben Stolk
- 2014 : Moordvrouw - Martin Vergeer
- 2014 : Het verborgen eiland (nl) - Ritseart
- 2015-2016 : Missie Aarde (nl) - Reibek
- 2015-2016 : Zwarte Tulp (nl) - Sacha Weems
- 2016 : Roos en haar Mannen (nl) - Gert Jan van Rossum
- 2017 : Suspects (nl) - Gé Zonderhuis
- 2019- : Undercover (sérié télévisée) - John Zwart
- 2021 : Le Mauvais Camp - John Zwart
- 2023 : Le Mauvais Camp : la série - John Zwart